# ハローバイバイ
ハローバイバイは、かつて吉本興業東京本社（東京吉本）で活動したお笑いコンビ。略称ハロバイ。2人とも東京NSC2期生で、モランボン調理師専門学校からの同級生である。1996年5月結成。2009年12月20日解散。

## メンバー
関 暁夫（せき あきお、1975年6月21日 - 東京都出身）
- 解散後は「ハローバイバイ関暁夫」名義で活動。2011年12月30日に「Mr.都市伝説 関暁夫」へ改名。

金成 公信（かねなり きみのぶ、1975年10月24日 - 千葉県出身）
- 解散後は元「ガラクタパンチ」の菊池健一と「ギンナナ」を結成。

## 概要・来歴
実家が寿司屋を営む関と、鎌ケ谷西高校の生徒だった金成は共にモランボン調理師学校へ入学。面接では「献立」をはじめ簡単な漢字を読まされたという。その後、調理師としての夢を断念したが、特に仲の良かった2人はお笑いの道へと進む。吉本総合芸能学院（東京NSC）へ入学し、2期生として無事卒業。吉本興業所属芸人の舞台であるルミネtheよしもとやヨシモトファンダンゴTVなどで活躍した。放送作家・鈴木おさむによる「劇団ザ・おさむショー」へ出演し、舞台での演技も高く評価されていた。
コンビ名の由来は諸説あり「行ってだめなら帰って来い!」という説が多くささやかれた。しかし2007年8月14日放送の「ライオンのごきげんよう」にて「一期一会」だと明かされている。
2009年12月21日、所属事務所および本人らがブログにてコンビ解散を発表。実際の解散日は2009年12月20日。紆余曲折あったなかでの決断で「前向きな解散」だと金成は述べた。

## 芸風
コント中心に、関による毒舌天然ボケと金成のなじみのあるベタなツッコミで人気を集めた。ショートコントにおけるブリッジは、右手で携帯電話を持つポーズをとり「携帯電話がハロ〜バイバ〜イ」と言うもの。関が行わず金成がツッコミをいれるパターンも存在する。

## エピソード
1995年3月20日、調理師学校への通学に利用していた丸ノ内線にて地下鉄サリン事件が起きている。事件が発生した午前8時ごろは、普段の金成であれば乗車しているが、包丁を研ぐためにこの日は早い時間に変更している。また関は怠けて学校を休んでいたため、共に事件を回避できた。
関の実家である寿司屋が、近所に開店した大手寿司チェーンのあおりを受け経営難に陥る。カリフォルニアロールを越えるヒットで起死回生を狙うべく、軍艦巻きの上にシーフードカレーをのせた「カレー寿司」を考案するが失敗。2007年3月には寿司屋の閉店が決まり、父は蕎麦職人へ転身するため修行中だという。関は「これからは蕎麦屋の息子になります」と2丁拳銃の拳_(Gu)にて明かした。

## 出演
- 爆笑オンエアバトル（NHK総合）戦績4勝2敗 最高429KB
- 新しい波8（フジテレビ、2001年3月23日）
- エンタの神様（日本テレビ系）キャッチコピーは「おとぼけピリ辛コンビ」
- 笑いの金メダル（テレビ朝日系）
- ワイ!ワイ!ワイ!（ヨシモトファンダンゴTV）毎週金曜MC
- 新すぃ日本語（TBS系、2003年10月-2004年3月）
- 新すぃ○○!（TBSテレビ、2004年4月-2004年9月）
- 大笑点（日本テレビ）
- 本能のハイキック!（フジテレビ系、2002年4月-2002年9月）
- イカリングの面積（テレビ愛知=テレビ東京系、2000年4月-2001年3月）
- U-CDTV（TBSテレビ）
- 森田一義アワー 笑っていいとも!（フジテレビ系）
- くさデカ（テレビ静岡、2001年11月-2002年）月1レギュラー
- くりぃむしちゅーのたりらリラ〜ン（日本テレビ）
- 史上最強のメガヒットカラオケBEST100 完璧に歌って1000万円!!（テレビ朝日）
- アドレな!ガレッジ（テレビ朝日）
- めちゃ×2イケてるッ!（フジテレビ系）「シンクロナイズドテイスティング」のコーナー
- ゼベック・オンライン（TOKYO MX、2004年11月1日）
- ゴールドラッシュ2006〜若き芸人たちが開くイロモネアの夜明け（TBSテレビ、2006年1月2日）
- ヨシモト∞（ヨシモトファンダンゴTV、不定期出演）
- 劇団ザ・おさむショー
- 明石家さんちゃんねる（TBSテレビ、不定期出演）
- ロンQ!ハイランド（日本テレビ）金成がプープー星人として出演
- 水野キングダム （TOKYO MX）
- オビラジR（TBSテレビ）オビ記者として個々に木曜日に不定期出演